# Hlynur Stefánsson
Hlynur Stefánsson (ur. 8 października 1964) – islandzki piłkarz występujący na pozycji obrońcy.

## Kariera klubowa
Hlynur karierę rozpoczynał w 1981 roku w zespole Vestmannaeyja. W tym samym roku zdobył z nim Puchar Islandii. W 1986 roku przeszedł do norweskiego trzecioligowca, Nidelv IL, ale w 1987 roku wrócił do ÍBV. Występował tam przez pięć sezonów. W 1992 roku przeszedł do szwedzkiego Örebro SK. W 1994 roku wywalczył z nim wicemistrzostwo Szwecji. W 1996 roku ponownie został graczem ÍBV. W 1997 roku zdobył z nim mistrzostwo Islandii i Puchar Ligi Islandzkiej, a w 1998 roku ponownie mistrzostwo Islandii, a także Puchar Islandii. W 2002 roku zakończył karierę.

## Kariera reprezentacyjna
W reprezentacji Islandii Hlynur zadebiutował 1 maja 1991 w przegranym 0:1 towarzyskim meczu z Walią. 17 kwietnia 1993 w zremisowanym 1:1 towarzyskim pojedynku ze Stanami Zjednoczonymi strzelił swojego jedynego gola w kadrze. W latach 1991–1996 w drużynie narodowej rozegrał 24 spotkania.